# Militaire Orde van Verdienste van de Duitse Democratische Republiek
De Militaire Orde van Verdienste van de Duitse Democratische Republiek (Duits: Militärische Verdienstorden der Deutschen Demokratischen Republik) was een exclusieve orde van de Duitse Democratische Republiek, de zogenaamde "DDR". De orde werd in 1982 door de Ministerraad van de DDR onder voorzitter Willi Stoph ingesteld. De onderscheiding, een typisch voorbeeld van een socialistische orde, werd uitgereikt voor buitengewone bijdragen aan de versterking van de vriendschappelijke betrekkingen en de samenwerking tussen de NVA en legers of strijdkrachten van andere staten. De term "broederstaten" werd weggelaten uit de statuten van de orde. De onderscheiding zelf werd toegekend na bekrachtiging van het besluit door de minister van Landsverdediging en was niet bestemd voor leden van de eigen strijdkrachten van de DDR maar enkel voor andere strijdkrachten of de burgers van bevriende staten.

## Indeling
- Eerste Klasse (een gouden ster)
- Tweede Klasse (een zilveren ster)
- Derde Klasse (een bronzen ster)

## Uiterlijk en wijze van dragen
De bronzen, zilveren en gouden sterren hebben vijf punten en een diameter van 44 mm. De voorzijde toont het geëmailleerde wapenschild van de DDR, dat wordt omsloten door twee lagere gevlochten opwaarts gekromde open eikentakken, een militair symbool met een lange traditie in Duitsland. Onder het medaillon zijn zijn twee gekruiste zwaarden geplaatst. De keerzijde van de ster heeft in het midden het opschrift "MILITÄRISCHER VERDIENST- ORDEN." en de aanduiding "DDR".
Het grijze lint heeft links en rechts op 3 mm afstand van de zoom een 8 mm brede zwarte, rode en gouden streep.. Men draagt kleine ronde bronzen, zilveren en gouden sterren zonder email op de batons.
De versierselen zijn vrij kostbaar, men vraagt verzamelaars 3000 euro voor een set van drie.
Banier van de Arbeid  ·
Blücher-orde ·
Held van de Arbeid ·
Held van de Duitse Democratische Republiek ·
Karl Marx-orde ·
Militaire Orde van Verdienste van de Duitse Democratische Republiek ·
Orde van Verdienste van het Ministerie voor Staatsveiligheid ·
Scharnhorst-orde · 
Stauffenberg-orde ·
Ster der Volkerenvriendschap ·
Strijdorde voor Verdienste voor Volk en Vaderland ·
Vaderlandse Orde van Verdienste
Zie ook: Ridderorden in de DDR